# (4581) Asclépios
Pour les articles homonymes, voir Asclépios (homonymie).
(4581) Asclépios ((4581) Asclepius) est un petit astéroïde Apollon qui peut s'approcher à moins de 600 000 km de l'orbite de la Terre ; il a été découvert en 1989 par les astronomes américains Henry E. Holt (1929-) et Norman G. Thomas (1930-), et nommé d'après le demi-dieu grec de la médecine et de la santé. Asclépios passa le 22 mars 1989 à une distance d'environ 700 000 km de la Terre, attirant l'attention des médias à l'époque.

Asclépios continuera à passer à proximité de la Terre, venant à moins de 30 millions de km 12 fois au cours du XXIe siècle. Mais le prochain passage comparable à celui de 1989 mentionné ci-dessus n'aura pas lieu avant 2189, à environ 980 000 km.
- Voir aussi (1027) Aesculapia, nommé d'après le même personnage.